# Маркиз де Ломбай

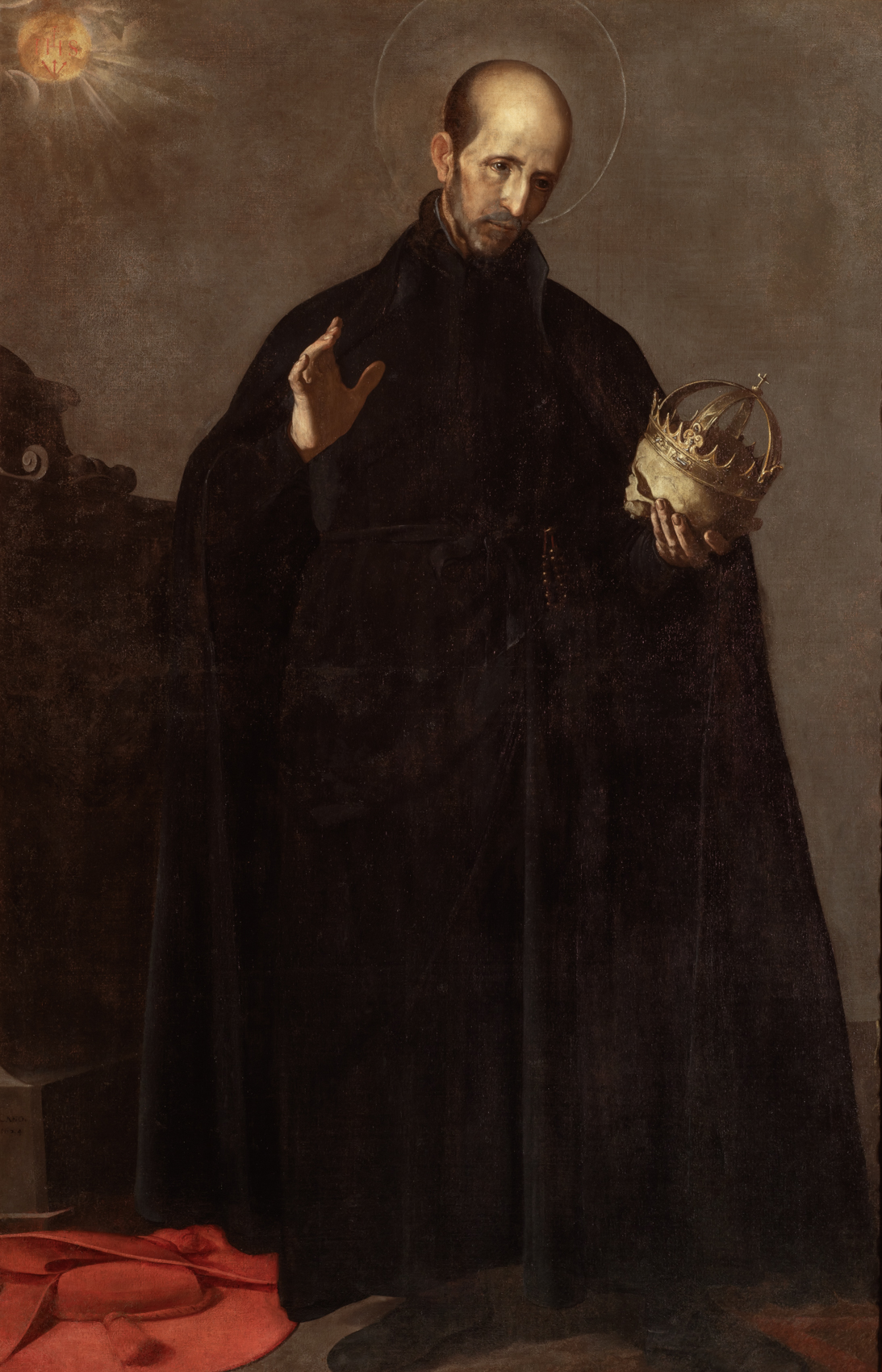
Франсиско де Борха (1510—1572), 1-й маркиз де Ломбай, 4-й герцог де Гандия.

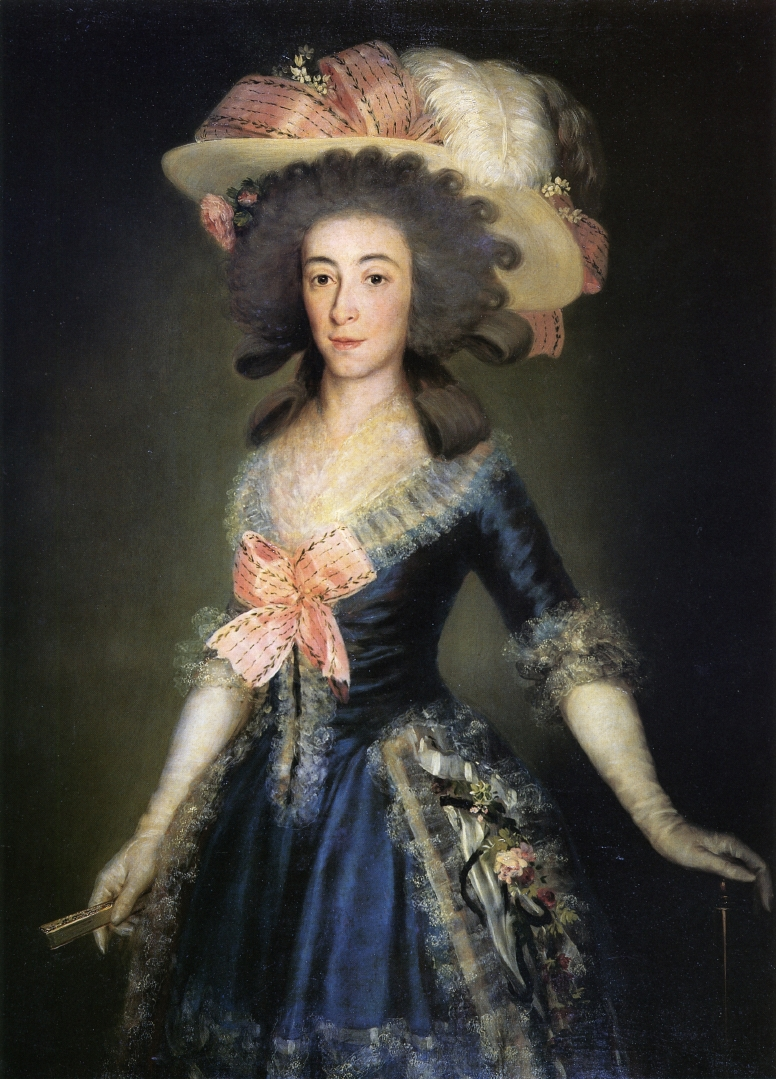
Мария Хосефа Алонсо-Пиментель-и-Тельес-Хирон (1752—1834), 12-я маркиза де Ломбай, 11-я графиня де Маяльде, 15-я графиня и 12-я герцогиня де Бенавенте, 14-я герцогиня де Гандия.

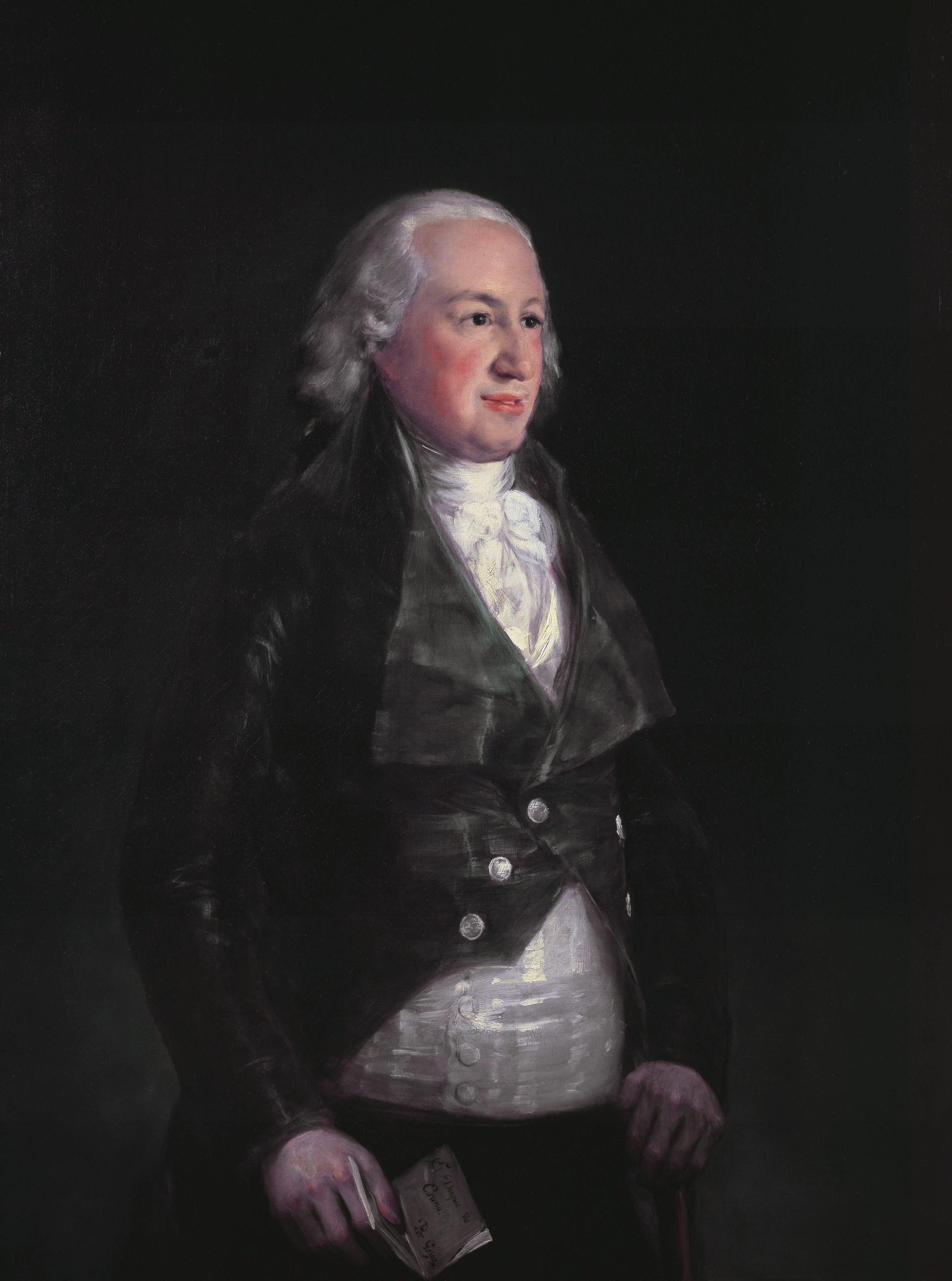
Педро де Алькантара Тельес-Хирон (1810—1844), 14-й маркиз де Ломбай, 11-й герцог де Осуна, 12-й маркиз де Пеньяфьель

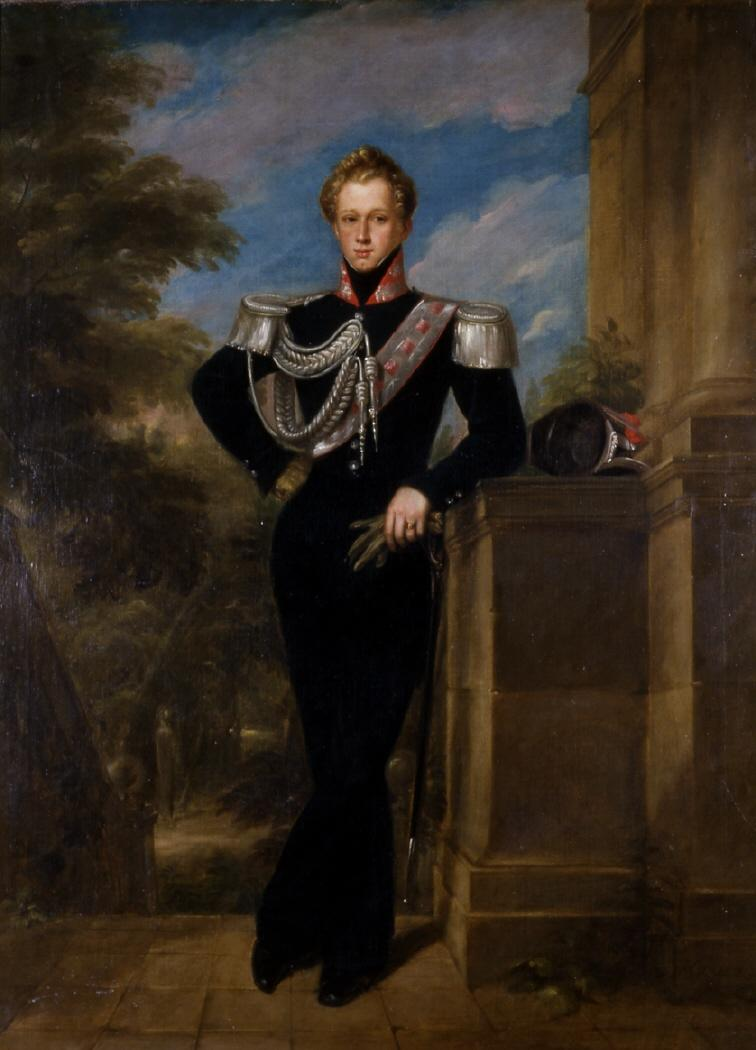
Мариано Франсиско де Борха Хосе Хусто Тельес-Хирон-и-Бофорт-Спонтин (1814—1882), 15-й маркиз де Ломбай, 12-й герцог де Осуна, 13-й маркиз де Пеньяфьель

Маркиз де Ломбай, также известный как маркиз де Льомбай — испанский дворянский титул. Он был создан королем Испании Карлосом I 7 июля 1530 года для Франсиско де Борха-и-Арагона (1510—1572), сына Хуана де Борха-и-Энрикес де Луны, 3-го герцога де Гандия, из дома Борджиа.
Название маркизата происходит от названия муниципалитета Льомбай, провинция Валенсия, автономное сообщество Валенсия.
Название маркиза де Ломбай обычно носили старшие дети и наследники герцогов де Гандия.
30 марта 2016 года Министерство юстиции Испании опубликовало в официальном королевском бюллетене о признании носительницей титула Анхелы Марии де Солис-Бомонт-и-Тельес-Хирон (род. 1950), старшей дочери Анхелы Марии Тельес-Хирон-и-Дуке де Эстрада (1920—2015), 16-й герцогини де Осуна.

## Маркизы де Ломбай
- Франсиско де Борха (28 октября 1510 — 30 сентября 1572), 1-й маркиз де Ломбай, 4-й герцог де Гандия. Старший сын Хуана де Борха-и-Энрикеса (1494—1543), 3-го герцога де Гандия, и Хуаны де Арагон (? — 1520).

1. Супруга — Леонор Кастро де Мело-и-Менесес (1512—1546), дочь Альваро де Кастро и Изабель де Мело.

- Карлос де Борха-и-Кастро[кат.] (1530 — 16 июня 1592), 2-й маркиз де Ломбай, 5-й герцог де Гандия, вице-король и капитан-генерал Португалии. Старший сын предыдущего и Леонор де Кастро.

1. Супруга — Магдалена де Сентельес (? — 1596), 4-я графиня д’Олива, дочь Франсиско Гилаберта II де Сентельеса, 3-го графа д’Олива, и Марии Фольк де Кардона-и-Манрике

- Франсиско Томас де Борха-и-Сентельес[кат.] (21 декабря 1551 — 29 августа 1595), 3-й маркиз де Ломбай, 6-й герцог де Гандия. Старший сын предыдущего и Магдалены де Сентельес-и-Фольк де Кардоны.

1. Супруга — Хуана Фернандес де Веласко-и-Арагон (? — 1626), дочь Иньиго Фернандеса де Веласко, констебля Кастилии, и Анны де Гусман-и-Арагон.

- Карлос Франсиско де Борха Арагон-и-Сентельес (8 декабря 1573 — 7 февраля 1632), 4-й маркиз де Ломбай, 7-й герцог де Гандия. Старший сын предыдущего и Хуаны де Веласко-и-Арагон.

1. Супруга — Артемисия Дориа (1574—1644), дочь Джованни Андреа Дориа, 2-го принца ди Мельфи, и Зенобии дель Каррето Дориа.

- Франсиско Диего Паскуаль де Борха-и-Сентельес Дориа-и-Каррето (9 марта 1596 — 19 октября 1664), 5-й маркиз де Ломбай, 8-й герцог де Гандия, единственный сын предыдущего и Артемисии Дориа-и-Каррета.

1. Супруга — Артемисия Дориа-и-Колонна (1604—1654), дочь Андреа Дориа, 3-го принца ди Мельфи, и Джованны Колонны ди Палиано.

- Франсиско Карлос Паскуаль Борха-и-Сентельес Дориа-и-Колонна[кат.] (21 июля 1626 — 6 августа 1665), 6-й маркиз де Ломбай, 9-й герцог де Гандия, сын предыдущего и Артемисии Марии Аны Терезы Гертрудис Дориа-и-Колонна (1604—1654).

1. Супруга — Мария Понсе де Леон Арагон Фольк де Кардона Фернандес де Кордова (? — 1676), дочь Родриго Понсе де Леон-и-Альварес де Толедо, 4-го герцога де Аркос, вице-короля Валенсии и Неаполя, и Анны Франсиски Фернандес де Арагон-и-Кардона

- Паскуаль Франсиско де Борха-и-Сентельес Понсе де Леон[кат.] (18 марта 1653 — 8 декабря 1716), 7-й маркиз де Ломбай, 10-й герцог де Гандия, старший сын предыдущего и Марии Аны Понсе де Леон (? — 1676)

1. Супруга — Хуана Мария Фернандес де Кордова-и-Фигероа (1652—1720), дочь Луиса Фернандеса де Кордова-и-Энрикес де Риберы, 4-го герцога де Ферия, и Марианны Фернандес де Кордова Кардона-и-Арагон.

- Луис Игнасио де Борха-и-Сентельес Фернандес де Кордова (28 июля 1673 — 29 января 1740), 8-й маркиз де Ломбай, 11-й герцог де Гандия, 8-й граф де Маяльде. Второй сын предыдущего и Хуаны Фернандес де Кордова-Фигероа-и-де ла Серды (? — 1720)

1. Супруга — Роза де Бенавидес-и-Арагон (? — 1734), дочь Франсиско де Бенавидеса де ла Куэва-и-Корелья, 3-го маркиза де Солера, вице-короля Сардинии, Сицилии и Неаполя, и Франсиски Хосефы де Арагон-и-Сандоваль.

- Мария Анна Антония де Борха-и-Сентельес Фернандес де Кордова (29 февраля 1676 — 14 августа 1748), 10-я маркиза де Ломбай, 9-я графиня де Маяльде, 12-я герцогиня де Гандия. Младшая сестра предыдущего, дочь Паскуаля Франсиско де Борха, 10-го герцога де Гандия, и Хуаны Марии Фернандес де Кордова-и-Фигероа.

1. Супруг — Диего де Бенавидес-и-Арагон (1663—1693), 4-й маркиз де Солера, сын Франсиско де Бенавидеса де ла Куэва-и-Корелья, 3-го маркиза де Солера, и Франсиски Хосефы де Арагон-и-Сандоваль
2. Супруг — Луис Франсиско де Бенавидес-и-Арагон (1665—1706), 5-й маркиз де Солера, вице-король Наварры, младший брат предыдущего
3. Супруг — Хуан Мануэль Лопес де Суньига Сотомайор-и-Кастро (1680—1747), 11-й герцог де Бехар, сын Мануэля Диего Лопеса де Суньиги Сотомайор-и-Мендоса-и-Сармьенто де Сильвы, 10-го герцога де Бехар, и Марии Альберты де Кастро-и-Борха.

- Франсиско де Борха Алонсо-Пиментель Вигил де Киньонес де Борха-и-Сентельес (17 марта 1706 — 9 февраля 1763), 11-й маркиз де Ломбай, 13-й герцог де Гандия, 10-й граф де Маяльде, 11-й герцог де Бенавенте и др. Племянник предыдущей, сын Антонио Франсиско Казимиро Алонсо Пиментеля де Суньиги (? — 1743), 10-го герцога де Бенавенте и 6-го маркиза де Хабалькинто, и Марии Игнасии де Борха (1677—1711)

1. Супруга — Франсиска де Бенавидес-и-де ла Куэва (1715—1735), дочь Мануэля де Бенавидес-и-Арагона, 1-го герцога де Сантистебан-дель-Пуэрто, и Анны Каталины де ла Куэва-и-Ариас де Сааведра, 9-й графини де Кастельяр.
2. Супруга — Мария Фаустина Тельес-Хирон-и-Перес де Гусман (1724—1797), дочь Хосефа Марии Тельес-Хирона, 7-го герцога де Осуна, и Франсиски Бибианы Перес де Гусман.

- Мария Хосефа Алонсо-Пиментель-и-Тельес-Хирон (26 ноября 1752 — 5 октября 1834), 12-я маркиза де Ломбай, 11-я графиня де Маяльде, 15-я графиня и 12-я герцогиня де Бенавенте, 14-я герцогиня де Гандия. Дочь предыдущего и Фаустины Тельес-Хирон Перес де Гусман.

1. Супруг — Педро де Алькантара Мария Каэтано Кириако Рафаэль Доминго Висенте Тельес-Хирон-и-Пачеко (1755—1807), 9-й герцог де Осуна

- Франсиско де Борха Тельес-Хирон-и-Пиментель (6 октября 1785 — 21 мая 1820), 13-й маркиз де Ломбай, 14-й герцог де Бехар, 15-й герцог де Гандия, 13-й герцог де Аркос, 11-й маркиз де Пеньяфьель. Старший сын предыдущей и Педро де Алькантары Тельес-Хирон-и-Пачеко, 9-го герцога де Осуна.

1. Супруга — Франсуаза де Спонтин (1785—1830), 11-я маркиза де Альменара, дочь Фредерика Августа Александра, герцога де Бофорт-Спонтин, и Марии де лос Долорес Леопольды де Толедо-и-Сальм-Сальм, 10-й маркизы де Альменара.

- Педро де Алькантара Тельес-Хирон-и-Бофорт-Спонтин (10 сентября 1810 — 29 сентября 1844), 14-й маркиз де Ломбай, 11-й герцог де Осуна, 13-й герцог де Бенавенте, 15-й герцог де Бехар, 16-й герцог де Гандия, 14-й герцог де Аркос и др. Старший сын предыдущего и Франсуазы де Спонтин, графини де Бофорт

- Мариано Тельес-Хирон-и-Бофорт-Спонтин (19 июля 1814 — 2 июня 1882), 15-й маркиз де Ломбай, 12-й герцог де Осуна, 14-й герцог де Бенавенте, 16-й герцог де Бехар, 17-й герцог де Гандия, 15-й герцог де Аркос и др. Младший брат предыдущего, второй сын Франсиско де Борха Тельес-Хирон-и-Пиментеля (1785—1820), 10-го герцога де Осуна, и Франсуазы де Спонтин, графини де Бофорт.

1. Супруга — принцесса Мария Леонора цу Сальм-Сальм (1842—1891), дочь Франца Йозефа Фридриха Филиппа, принца цу Сальм-Сальм (1801—1842), и принцессы Марии Жозефины Софии цу Лёвенштайн-Вертхайм-Розенберг (1814—1876).

- Педро де Алькантара Тельес-Хирон-и-Фернандес де Сантильян (4 сентября 1812 — 3 сентября 1900), маркиз де Ломбай, 13-й герцог де Осуна, 17-й герцог де Гандия, 10-й маркиз де Хабалькинто. Сын Педро де Алькантары Тельес-Хирон-и-Пиментеля (1786—1851), 9-го маркиза де Хабалькинто и 2-го принца де Англона, и Марии Росарио Фернандес де Сантильян-и-Вильдивия (1795—1857). Внук 9-го герцога де Осуна.

1. Супруга — Хулия Фернанда Домине (1842—1901), дочь Антонио Хосе Домине-и-Мена и Марии Долорес Десмаисиерес-и-Фернандес де Сантильян.

- Мария Долорес Тельес-Хирон де Домине (13 августа 1859 — 1910), маркиза де Ломбай, 18-я герцогиня де Гандия, 11-я маркиза де Хабалькинто, 19-я графиня и 20-я герцогиня де Бенавенте. Единственная дочь предыдущего и Хулии Фернанды Домине.

1. Супруг — Эмилио Бессиерес-и-Рамирес де Арельяно

- Анхела Мария Тельес-Хирон-и-Дуке де Эстрада (7 февраля 1925 — 29 мая 2015), маркиза де Ломбай, 19-я герцогиня де Гандия, 16-я герцогиня де Осуна, 12-я маркиза де Хабалькинто, графиня и герцогиня де Бенавенте. Единственная дочь Мариано Тельес-Хирон-и-Фернандеса де Кордовы, 15-го герцога де Осуна (1887—1931), и Петры Дуке Эстрады-и-Морено, маркизы де Вильяпанес (1900-?).

1. Супруг — Педро де Солис-Бомонт-и-Лассо де ла Вега (1916—1959), сын Педро де Солис-и-Десмаисиерес и Марии де Грасии Лассо де ла Вега-и-Кинтанильи
2. Супруг — Хосе Мария де Латорре-и-Монтальво (1925—1991), 6-й маркиз де Монтемусо, сын Мануэля Латорре-и-Лопес Фернандес де Эредия, 5-го маркиза де Монтемусо, и Пилар Монтальво-и-Оровио.

- Анхела Мария де Солис-Бомонт-и-Тельес-Хирон (род. 21 ноября 1950), маркиза де Ломбай, 17-я герцогиня де Осуна, 17-я герцогиня де Аркос, 18-я маркиза де Пеньяфьель. Старшая дочь предыдущей от первого брака с Педро де Солис-Бомонт-и-Лассо де ла Вега.

1. Супруг — Альваро де Уллоа-и-Суэльвес (род. 1950), 11-й маркиз де Кастро-Серна.